# Insurrextion (2002)
Insurrextion (2002) foi o terceiro evento anual pay-per-view Insurrextion de luta livre profissional da produzido pela promoção americana, World Wrestling Federation (WWF, agora WWE). Foi realizado exclusivamente para lutadores da divisão de marca Raw da, o que o tornou o primeiro PPV exclusivo do Raw da promoção. O evento aconteceu em 4 de maio de 2002, na Wembley Arena, em Londres, Inglaterra e foi transmitido exclusivamente no Reino Unido.
Este evento foi o último evento televisionado ao vivo a ser executado sob o nome WWF. Devido a um processo do World Wildlife Fund sobre o inicialismo "WWF", a promoção mudou seu nome para World Wrestling Entertainment (WWE).
Além disso, ocorreu uma série de incidentes notórios no voo de volta aos Estados Unidos, que foi chamado de "viagem de avião do inferno". Os lutadores Scott Hall e Curt Hennig foram demitidos após o evento por seu envolvimento nos incidentes, enquanto Goldust e Ric Flair também foram repreendidos pela empresa por seu envolvimento em outros incidentes durante o voo.

## Produção

### Introdução
Insurrextion foi um pay-per-view (PPV) anual exclusivo do Reino Unido produzido pela promoção americana de wrestling profissional, World Wrestling Federation (WWF, agora WWE), desde 2000. O evento de 2002 foi o terceiro evento na cronologia Insurrextion e foi realizada em 4 de maio na Wembley Arena em Londres, Inglaterra. Foi também o primeiro Insurrextion produzido sob a extensão da marca introduzida em março, que dividiu a lista em duas marcas separadas, Raw e SmackDown!, onde os lutadores foram designados exclusivamente para se apresentar. O evento de 2002, por sua vez, foi feito exclusivo para lutadores da marca Raw, que foi o primeiro PPV exclusivo da promoção produzido.

### Histórias
O evento contou com nove lutas de wrestling profissional e duas lutas pré-show que envolveram diferentes lutadores de rivalidades e histórias preexistentes. Os lutadores retrataram vilões, heróis ou personagens menos distinguíveis nos eventos roteirizados que criaram tensão e culminaram em uma luta ou série de lutas.

## Após o evento
O Insurrextion de 2002 foi o último PPV produzido sob o nome WWF, já que a empresa foi renomeada para World Wrestling Entertainment (WWE) apenas dois dias após o evento. Esta mudança de nome veio como resultado de uma ação judicial do World Wildlife Fund sobre o inicialismo "WWF".

### "A Viagem de Avião do Inferno"
Durante o voo de volta para os Estados Unidos, ocorreu uma série de incidentes que foram chamados de "viagem de avião do inferno", que foi descrito como um dos escândalos mais infames do wrestling profissional. O avião Boeing 757 que foi fretado incluiu um bar aberto, e muitos dos lutadores se entregaram. Isso levou a muitos incidentes, incluindo brigas físicas e assédio sexual de duas comissárias de bordo, Taralyn Cappellano e Heidi Doyle. Scott Hall tinha um histórico de alcoolismo. Embora ele não tenha lutado no PPV, ele interferiu em uma partida e se apresentou nos shows da casa durante esta turnê pelo Reino Unido. Além de brincar com outros lutadores com creme de barbear, ele disse coisas sexualmente vulgares para Doyle antes de desmaiar. Curt Hennig, conhecido por ser um brincalhão, também brincou com os lutadores com o creme de barbear, incluindo Brock Lesnar, o que resultou em uma briga de tiros entre os dois que quase os fez abrir acidentalmente a saída de emergência do avião. Goldust também disse coisas vulgares para Cappellano, e mais tarde entrou no sistema de alto-falantes e começou a cantar uma música para sua ex-esposa e colega lutadora, Terri Runnels, que também estava no avião. Além disso, Ric Flair se expôs a ambos os comissários de bordo e supostamente agarrou suas mãos e os fez tocar suas partes íntimas; Flair negou as acusações. Tanto Hall quanto Hennig foram demitidos após o evento, enquanto Goldust e Flair também foram repreendidos pela empresa. Um processo de 2004 foi aberto por Cappellano e Doyle, embora a WWE tenha resolvido fora do tribunal com ambas as mulheres. A série Dark Side of the Ring da Vice cobriu o incidente em setembro de 2021.

## Resultados
| Nº                                          | Resultados                                                                                         | Estipulações                                            | Tempo |
| ------------------------------------------- | -------------------------------------------------------------------------------------------------- | ------------------------------------------------------- | ----- |
| Dark                                        | Mr. Perfect derrotou Goldust                                                                       | Luta individual                                         | -     |
| 1                                           | Rob Van Dam derrotou Eddie Guerrero (c) por desqualificação                                        | Luta individual pelo Campeonato Intercontinental da WWF | 11:24 |
| 2                                           | Trish Stratus e Jacqueline derrotaram Molly Holly e Jazz                                           | Luta de duplas                                          | 7:43  |
| 3                                           | X-Pac derrotou Bradshaw                                                                            | Luta individual                                         | 8:49  |
| 4                                           | Booker T derrotou Steven Richards (c)                                                              | Luta Hardcore pelo Campeonato Hardcore da WWF           | 9:50  |
| 5                                           | The Hardy Boyz (Matt Hardy e Jeff Hardy) derrotaram Brock Lesnar e Shawn Stasiak (com Paul Heyman) | Luta de duplas                                          | 6:42  |
| 6                                           | Spike Dudley (c) derrotou William Regal                                                            | Luta individual pelo Campeonato Europeu da WWF          | 4:56  |
| 7                                           | Stone Cold Steve Austin derrotou Big Show                                                          | Luta individual Ric Flair como árbitro especial         | 15:00 |
| 8                                           | Triple H derrotou The Undertaker                                                                   | Luta individual                                         | 14:31 |
| (c) – Refere-se aos campeões antes da luta. | |                                                         |       |

1. ↑  Após a luta, Crash Holly (que não estava envolvido na luta original) derrotou Booker T, que mais tarde derrotou Crash para recuperar o título; Richards mais tarde derrotou Booker para devolver o título para si mesmo.

## Outros talentos na tela
| Comentaristas - Jim Ross - Jerry Lawler Entrevistadores - Terri Runnels - Lilian Garcia Anunciadores de ringue - Howard Finkel | Árbitros - Chad Patton - Jack Doan - Nick Patrick - Jimmy Korderas - Earl Hebner |